# Ржевский, Иван Никитич
Иван Никитич Ржевский (ум. 22 июля 1611; Москва) — голова, воевода, наместник и окольничий во времена правления Бориса Годунова и Смутное время.
Из дворянского рода Ржевские. Старший сын Никиты Григорьевича. Имел братьев: Андрея и Григория Никитичей, так же, как и они, играл видную роль в Смутное время.

## Биография
В феврале 1597 года послан головою в Сургут. В 1598 году голова в Болохове. В 1599 году третий «письменный голова» в Тобольском воеводстве. В 1600 году голова в Смоленске. В 1601 году второй воевода в Шацке. В 1602 году пристав у датского посланника. В этом же году назван шацким наместником и послан в Данию посланником. В 1604 году письменный голова в Большом полку в Терках, в марте послан с окольничим Бутурлиным в Шемаху на Коялу. В январе 1607 года на свадьбе царя Василия Ивановича Шуйского с княжной Марией Петровной Буйносовой был двадцатым в свадебном поезде.
В 1610 году изменил царю Василию Шуйскому и с братьями перешёл на службу к гетману Роману Рожинскому, который выбрал его для пропаганды среди народа в Москве и отправил туда. Василий Шуйский, узнав об измене Ржевских казнил Андрея Никитича, как более, вероятно, опасного, а Григория Никитича со снохой, вдовой казнённого брата Андрея, отправил в тюрьму в Ярославль. Потом был пойман и Иван Никитич и отправлен туда же; содержался в оковах («положил 5 пуд железа»).
В том же 1610 году Иван Никитич подписался под челобитной к королю Сигизмунду от бояр, окольничих и прочих чинов русского царства, привезённой боярином Михаилом Салтыковым, в которой они просили у него королевича Владислава на царство. В том же 1610 году он был среди тех, которые, несмотря на то, что только что присягали королевичу Владиславу, а не отцу его Сигизмунду III, признали ради выгод и почестей власть непосредственно Сигизмунда. За это Иван Никитич Ржевский, по поданной им и братом челобитной, был пожалован Сигизмундом в окольничие, а брат думным дворянином, дети его и брата его Андрея были пожалованы стольниками. Современники говорят, Ржевский, обрадованный пожалованием, прибыл в Москву, явился в Боярскую думу во время происходившего там, в присутствии Александра Гонсевского, заседания и объявил во всеуслышание о дарованной ему королём Сигизмундом милости. Это дало повод Боярской думе упрекнуть Гонсевского, а вместе с ним и поляков, что они изменяют своему слову и ускорило события, сделав действия Гонсевского решительными, так как нельзя было ни мешкать, ни притворяться.
Когда под стенами Москвы стояло первое ополчение под начальством Дмитрия Трубецкого, Ивана Заруцкого и Прокопия Ляпунова, казаки вознегодовали на Ляпунова за строгие меры, принятые им против "своевольников".          22 июля 1611 года они призвали к себе Ляпунова для объяснений. Предвидя опасность, он не хотел идти к казакам, но они уверили его в своей доброжелательности к нему. Не известна причина вражды, существовавшей между Ржевским и Ляпуновым, но Ржевский рисуется в сказании современника отважным и благородным человеком: когда казаки напали на Ляпунова с ножами, Ржевский бросился защищать его. В летописи сказано: «Иван же ему был недруг великий, а видя тут его правду, за него стал и умер с ним вместе». «За посмех» (судя но некоторым известиям), сказал он, «вы Прокопия убили, Прокопьевой вины нет».
Убит в 1611 году.

## Семья
От брака с неизвестной имел сына:
- Ржевский Иван Иванович — в 1628 и 1631 годах показан в дворянах литовской десятни, умер в 1634 году на службе против поляков под Смоленском.

## Критика
Вероятно, что измена братьев Ржевских произошла до 31 марта 1609 года, так как по датированной грамоте царя Василия Шуйского, поместье Андрея и Ивана Ржевских — село Ходынино, сельцо Ларино (Бограмово) в Окологородном стане, половину сельца Потулово с пустошами и Мацкое в Ростиславском стане Рязанского уезда переданы Фёдору и Борису Семёновичам Ляпуновым, а в грамоте прямо написано: "Ондрей да Иван Микитины дети Ржевского царю Василию Ивановичу изменили, отъехали к вору, поместье их велено в роздачу раздать".